# MIC (cantora)
Miku Nakagaki, mais conhecida pelo nome artístico estilizado como MIC (japonês: みく, nascida em 10 de novembro de 1991), é uma cantora, compositora e modelo fotográfico japonesa. Ela estreou em junho de 2018 pela Universal Music Japan, com a canção "Aurora". Atualmente é artista da Pyramid Japan LLC.

## Biografia
MIC iniciou sua trajetória artística aos 7 anos na cidade de Nagoia onde nasceu, debutando em uma participação na série Dochi ga dochi da emissora NHK. 
Ainda em Nagoia, província onde viveu até seus 23 anos, cantou em bandas locais até que decidiu se mudar para Tóquio para viver seu sonho.
Em Tóquio, aprofundou seu envolvimento no meio musical, trabalhando como assistente de estúdio na rádio japonesa FM Aichi. 
No final do ano de 2017, MIC conheceu o brasileiro radicado em Tóquio Renato Iwai, produtor musical com quem vem trabalhando desde então e a partir daí iniciou sua trajetória como cantora profissional.
MIC debutou pela Universal Music Japan, em junho de 2018 com o lançamento do single "Aurora", exibido em rede nacional no Japão. Em novembro de 2018, lançou seu segundo single pela Universal Music Japan, a faixa "DO", produzida em parceria com a produtora Hyperbackers.
Em abril de 2019, MIC lançou o single "TRY", com participação especial do rapper Rappin’ Hood, alcançando mais de duzentas mil reproduções nas principais plataformas digitais ainda no mês de lançamento, além de haver conquistado o primeiro lugar na categoria pop da plataforma de música independente Palco MP3, figurando na mídia especializada japonesa e obtendo destaque nos sites Oricon e Yahoo News.
A sequência natural desse trabalho foi o lançamento de seu quarto single "Thank You", em parceria com o músico brasileiro Braga seguido de sua primeira mini turnê pelo Brasil com cinco shows realizado no mês de Julho que incluiu a participação nos eventos SANA 2019, Festival do Japão 2019, e Tanabata Matsuri.
Em setembro de 2019, MIC lançou o single "Taste Me", com participação especial do tecladista Renato Neto e do rapper carioca "CEZZA". 
Em Fevereiro de 2020, lançou uma releitura da faixa "Ore Ga Seiga Da Jaspion" eleita faixa oficial do lançamento do mangá "O Regresso de Jaspion" pela Editora JBC. Ainda em Fevereiro de 2020, lançou também seu mais novo single "I Need Your Love" 
Seu último trabalho foi uma participação especial no single "Showtime"  da cantora brasileira e ex-miss nikkey São Paulo, Deborah Shimada (ENJIU).

## Discografia

### Singles
- 2018: "Aurora"
- 2018: "DO"
- 2019: "TRY"
- 2019: "Thank You"
- 2019: "Taste Me"
- 2020: "Ore Ga Seigi Da Jaspion"
- 2020: "I Need Your Love"